# Дік Севітт
Дік Севітт (англ. Dick Savitt; 4 березня 1927 — 6 січня 2023) — колишній американський тенісист.
Найвищу одиночну позицію світового рейтингу — 1 місце досяг у липні 1951 року (за даними The New York Times).
Здобув 37 одиночних титулів.
Перемагав на турнірах Великого шолома в одиночному розряді.
Завершив кар'єру 1952 року.

## Фінали турнірів Великого шолома

### Одиночний розряд (два титули)
| Результат | Рік  | Турнір               | Покриття | Суперник       | Рахунок            |
| --------- | ---- | -------------------- | -------- | -------------- | ------------------ |
| Перемога  | 1951 | Чемпіонат Австралії  | Трава    | Кен Мак-Грегор | 6–3, 2–6, 6–3, 6–1 |
| Перемога  | 1951 | Вімблдонський турнір | Трава    | Кен Мак-Грегор | 6–4, 6–4, 6–4      |

### Парний розряд (дві поразки)
| Результат | Рік  | Турнір            | Покриття | Партнер        | Суперники                    | Рахунок            |
| --------- | ---- | ----------------- | -------- | -------------- | ---------------------------- | ------------------ |
| Поразка   | 1951 | Чемпіонат Франції | Ґрунт    | Гарднар Маллой | Кен Мак-Грегор Френк Седжмен | 2–6, 6–2, 7–9, 5–7 |
| Поразка   | 1952 | Чемпіонат Франції | Ґрунт    | Гарднар Маллой | Кен Мак-Грегор Френк Седжмен | 3–6, 4–6, 4–6      |

## Виступи у турнірах Великого шолома
| W | Ф | ПФ | ЧФ | #Р | КТ | К# | DNQ | A | NH |

| Турнір                                 | 1944 | 1945 | 1946 | 1947 | 1948 | 1949 | 1950 | 1951 | 1952 | 1953-1955 | 1956 | 1957 | 1958 | 1959 |
| -------------------------------------- | ---- | ---- | ---- | ---- | ---- | ---- | ---- | ---- | ---- | --------- | ---- | ---- | ---- | ---- |
| Відкритий чемпіонат Австралії з тенісу |      |      |      |      |      |      |      | П    | ПФ   |           |      |      |      |      |
| Відкритий чемпіонат Франції з тенісу   |      |      |      |      |      |      |      | ЧФ   | ЧФ   |           |      |      |      |      |
| Вімблдонський турнір                   |      |      |      |      |      |      |      | П    | ЧФ   |           |      |      |      |      |
| Відкритий чемпіонат США з тенісу       | 1р   |      | 3р   | 2р   | 3р   | 1р   | ПФ   | ПФ   | ЧФ   |           | ЧФ   | 4р   | ЧФ   | 3р   |